# 鹿島鉄道
鹿島鉄道株式会社（かしまてつどう、英: Kashima Railway Company）は、日本の茨城県に本社を置く賃貸業を営む会社で、関東鉄道完全子会社であり、関鉄グループ・京成グループの企業である。 社名のとおり、もともとは鹿島鉄道線を運営する鉄道事業者であったが、同線は2007年4月1日に廃止された。廃線後も社名を変更することなく会社は存続している。
本項では鉄道事業者時代について詳述する。

## 歴史
1979年（昭和54年）4月1日に、関東鉄道から分離された赤字線の鉾田線を継承して営業を開始した。このとき同時に筑波鉄道（現・関鉄筑波商事）に分離された筑波線も営業を開始したが、同線は鹿島鉄道線より先の1987年（昭和62年）に廃止されている。
航空自衛隊百里基地への航空ジェット燃料による貨物輸送の収入によって、何とか経営が成り立っていたが、2001年（平成13年）8月に燃料輸送が終了したため、深刻な経営悪化に陥った（2002年〈平成14年〉4月1日に貨物営業は廃止）。これに対し、親会社である関東鉄道の経営支援、沿線自治体と茨城県による公的支援が5年間行われることとなり、廃線の危機は一旦回避された。
2002年度からの5年間は、経営改善5カ年計画に基づき、軌道強化、鉄道利用者向け駐車場整備、自転車を車内に持ち込める「サイクル&トレイン」の運転、65歳以上を対象とする格安定期券の発売などの営業施策を実施した。
2005年のつくばエクスプレスの開業により、関東鉄道が常総線や自社高速バスの利用者が減少し減収となったことを理由に、2007年度以降の経営支援を行わない方針とした。これを受け、親会社の支援なしでの鉄道経営は無理であるとして、鹿島鉄道は2006年（平成18年）3月30日に鹿島鉄道線の廃止届を国土交通省に提出した。2006年3月末時点での累積欠損額は、約2億5500万円に上っていた。
2006年（平成18年）夏、2007年度以降も鉄道事業を継続する場合、5年間で車両新造、設備更新を含めて約11億円の支援が必要となると試算した。これに対し鹿島鉄道対策協議会は、中古車両の導入や寄付金の受け入れなどで、経費削減が可能とし、上限として約6億5000万円を提示した。また、後述するような存続運動が展開されたが、鉄道線は2007年（平成19年）4月1日に廃止となった。
なお廃線を理由に、鉄道利用者が増加したことや、関連グッズを完売したため、2006年度の決算は約4100万円の黒字となった。

### 存続運動
2001年（平成13年）12月、貨物営業の廃止が決まり、存続に危機感を持った沿線自治体が中心となって、茨城県と沿線自治体（石岡市、玉里村（現小美玉市）、小川町（現小美玉市）、玉造町（現行方市）、鉾田町（現鉾田市））の市町村長と、議会議長で組織する鹿島鉄道対策協議会が発足した。2002年（平成14年）9月、対策協議会は、鹿島鉄道の経営改善5カ年計画を了承し、5年間で総額2億円の公的支援を正式決定した。
また、民間でも以下のような支援団体が結成された。
公的支援の正式決定前の2002年（平成14年）7月、小川高校の生徒の呼びかけで、沿線にある中学校や高等学校（全8校）の生徒が「かしてつ応援団」を結成し、署名活動を展開した。同応援団は、公的支援が正式決定された後も、署名活動や募金活動、さまざまな存続運動を盛んに展開し、2003年（平成15年）10月、「地方鉄道の活性化に貢献した」として、日本鉄道賞の表彰選考委員会特別賞を受賞した。同応援団には最終的に16校が参加した。鹿島鉄道線の存続運動が盛り上がったのは、同応援団の存在が大きかった。
2005年（平成17年）11月、地元のNPO法人と沿線住民有志が「かしてつブルーバンドプロジェクト」を立ち上げた。霞ヶ浦の「青」をイメージしたブルーバンドを1つ100円で、石岡市内や鉾田市内、小美玉市内のカスミ3店舗や駅舎で販売した。売り上げは、2006年（平成18年）8月の「かしてつ祭」など鹿島鉄道を盛り上げるためのイベント運営資金などに役立てられた。
2006年（平成18年）8月、「かしてつブルーバンドプロジェクト」などの支援団体がまとまって、住民団体「鹿島鉄道再生存続ネットワーク」が発足した。
しかし状況は好転せず、ついに2006年（平成18年）3月30日に、鹿島鉄道が国土交通省に廃止日を2007年（平成19年）4月1日とする廃止届を提出。これにより鹿島鉄道対策協議会は、2006年（平成18年）11月中旬をめどに支援策をまとめた。また第三セクターでの存続を模索しつつ、代替バスへの転換も検討する方針が対策協議会で確認された。そして協議会は、2006年（平成18年）11月19日に第3回の会合を開き、協議会および沿線の市の単独での財政支援を今年度限りで打ち切ることを決定、これにより、11月27日から12月11日の間に、輸送人員や公的支援額などを公表した上で新事業者を公募し、応募がない場合は、代替バスを運行することとし、準備が進められた。
公募には、市民団体の鹿島鉄道再生存続ネットワークが「新しく株式会社霞ヶ浦市民鉄道（仮称）を設立した上、運行を岡山電気軌道に委託する形」で、また、旅行会社のトラベルプランニングオフィスが「鉄道事業に新規参入する形」で応募した。この2事業者は、12月17日に鹿島鉄道対策協議会へのプレゼンテーションを行った。しかし12月24日、協議会は審査の結果、「鉄道事業の免許を持っていない」「2007年度から5年間予定している支援額6億5000万円を超える負担が必要になる」「鹿島鉄道から施設の無償譲渡を受けるのが難しい」などの理由で、2事業者の案は不採用とし、同線の廃止を決定した。廃止後は、関鉄グリーンバス（現：関東鉄道石岡営業所）により代替バスの運行が行われている。
上記、公募から廃線に至る経緯の出典は以下の通り。
- 「鹿島鉄道存続問題 事業者公募に2団体」東京新聞 2006年12月14日
- 「鹿島鉄道廃線決定」東京新聞 2006年12月25日
- 「鹿島鉄道、来年3月の廃線決定」 朝日新聞 2006年12月25日

## 路線
- 鹿島鉄道線 石岡駅 - 鉾田駅 27.2km 17駅

## 車両

### 路線廃止時に在籍した車両
非電化路線のため、旅客列車は気動車によって運行されていた。
保有車両はすべて単行運転できる両運転台車で、うち自社発注車のKR-500形を除いた3形式は、日本で営業運転に使用される気動車としては最古級の貴重な車両である。これらはいずれも「菱枠形台車」と呼ばれる、帯鋼をリベットやボルトで組立てた簡易な台車を装備していた。
路線廃止時に売却が決まっていた車両は、重機の進入が困難な石岡駅から常陸小川駅に回送後、搬出された。
廃線後に保存されている車両は全部で6輌ある。「鉾田駅保存会」が購入したキハ601とKR505がのちに鉾田市に寄付されてほっとパーク鉾田で動態保存されている。「鹿島鉄道保存会」が購入したキハ714・キハ431・KR501が小美玉市の「鹿島鉄道記念館」で静態保存されている（期日指定公開であり、ふだんは非公開）。また、キハ432は小美玉市の小川南病院「はるるの郷」の利用者用施設として保存されている。

#### KR-500形
新潟鐵工所に自社発注した16 m級の軽快気動車(NDC)で、1989年と1992年に501・502・503・505の4両が導入された（504は忌み数のため欠番）。座席はボックスシートで、新製時より冷房を搭載している。正面は非貫通形である。2003年より塗装がクリーム地にアイボリーとパープルの2色ラインから以下のように変更されていた。2004年に505は新選組号として運転された。502と503は廃止後ほどなく、旧石岡機関区構内にて解体処分されている。
- KR-501 - クリーム地に紫の帯。1989年製。
- KR-502 - クリーム地に赤の帯。1989年製。
- KR-503 - クリーム地に緑の帯。1992年製。
- KR-505 - クリーム地に水色の帯。1992年製。

#### キハ714形
714号1両が在籍。1953年新潟鐵工所製の元夕張鉄道キハ251形 (251) で、北海道初の液体式気動車であった。20m級2扉車で、前面は当時最先端の湘南形。1976年、夕張鉄道の廃止により転入。入線時点では転換クロスシート車であったが1977年にロングシート化、さらに1994年には冷房化されている。しかし扉が半自動であるため、停車時において乗客が降りるためには手動で開けなければならず、かつ制御ができないためワンマン化はされなかった。末期の単行運転は毎月第2土曜日に1往復のみとなっていた。車体側面中央下部には、かつての関東鉄道常総線の気動車と同様、週刊誌の広告があった。

#### キハ430形
431, 432の2両。共に1957年東急車輛製造製の元加越能鉄道加越線キハ120形(125, 126)。東武鉄道熊谷線キハ2000形（1954年東急製）とほぼ同型車で、湘南形前面の16m級2扉の小型気動車。ただし、車内は東武熊谷線の車両とは異なり、オールロングシートで側窓回りにも違いがある。キハ714形に比べ、幕板が広い。小型車体のため冷房装置を搭載する余裕がなく、夏期は運用を外れる。1972年の加越線廃止に伴い翌年転入。その際、前照灯のシールドビーム化が行なわれ、鹿島鉄道分離後には前面にあったタイフォン穴が埋められる程度のほぼ原型に近い姿を保っていた。一時期にはクリーム地にアイボリーとパープルの2色ラインの塗装をまとっていたが、汚れが目立った事や作業効率向上のため1997年の検査の際に旧塗装に戻された。2002年に車体更新が行なわれ、前面窓の縮小や側面雨樋の位置変更がなされた。キハ432は前面の塗装をV字の曲線状にする通称「金太郎塗り」に変更し、2003年にはキハ431がクリーム地に緑の金太郎塗りに塗装が変更された。
- キハ431形 - 緑色の金太郎塗り
- キハ432形 - 橙色の金太郎塗り

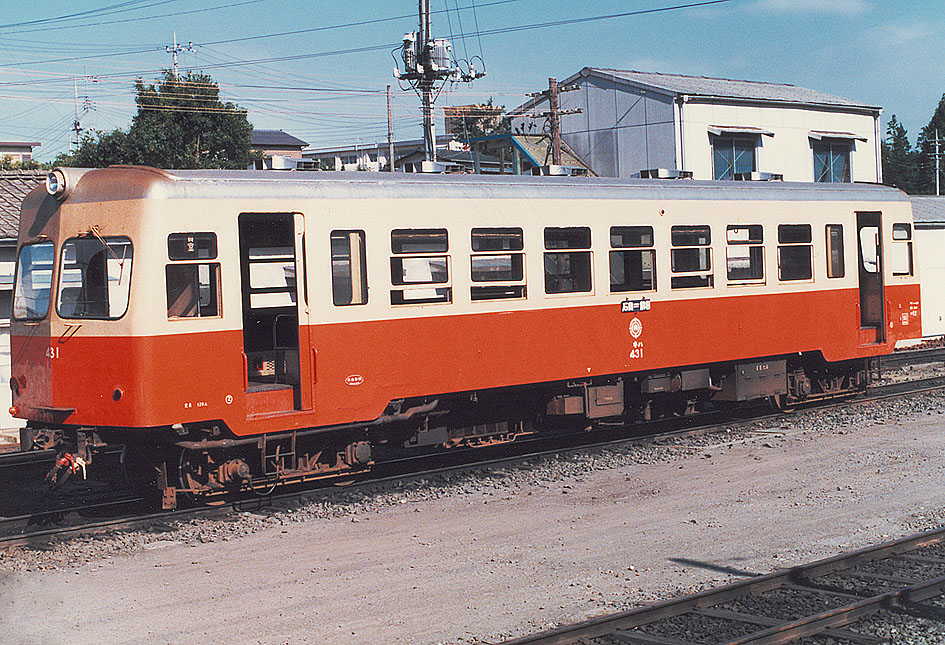
キハ430形431（1985年）
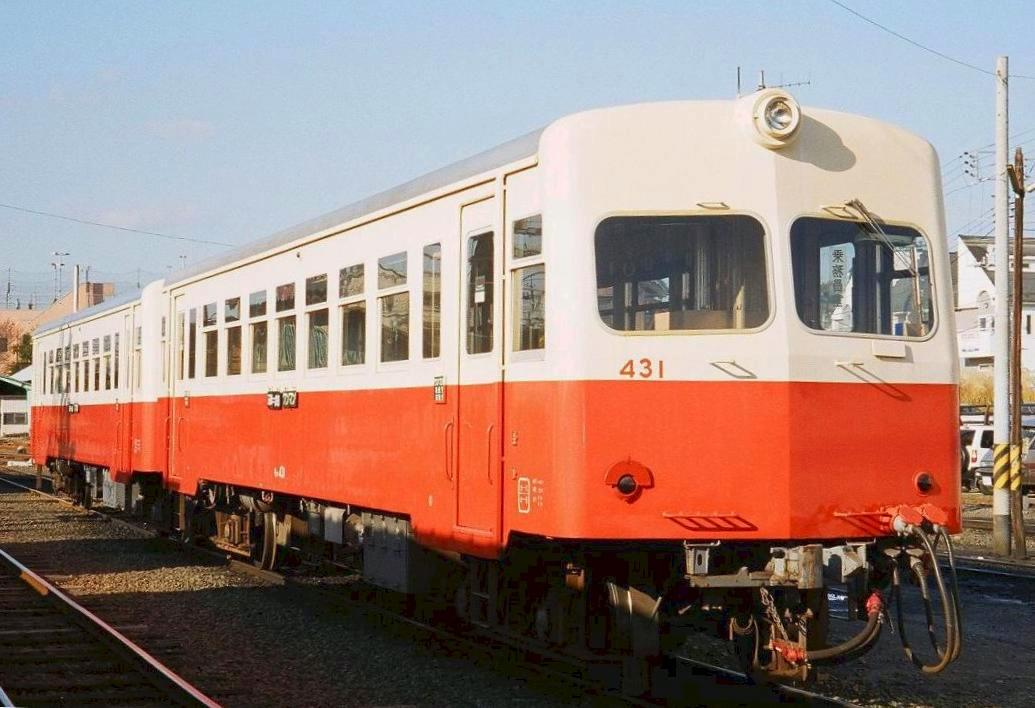
キハ430形431 石岡駅構内（2002年）
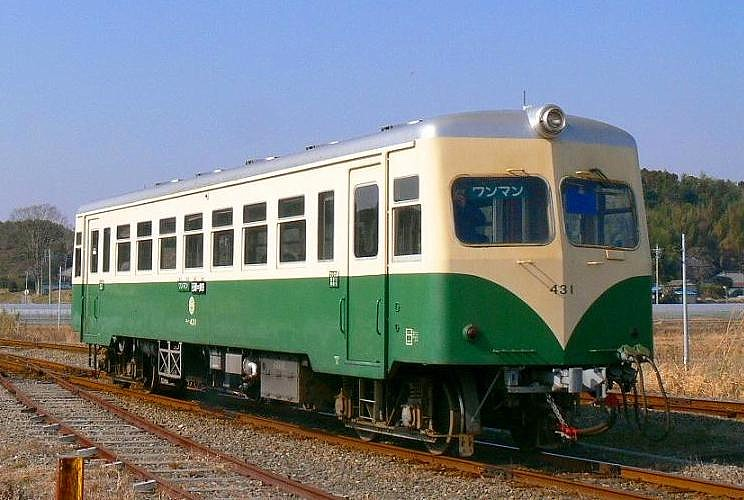
キハ430形431 玉造町駅構内（2007年）
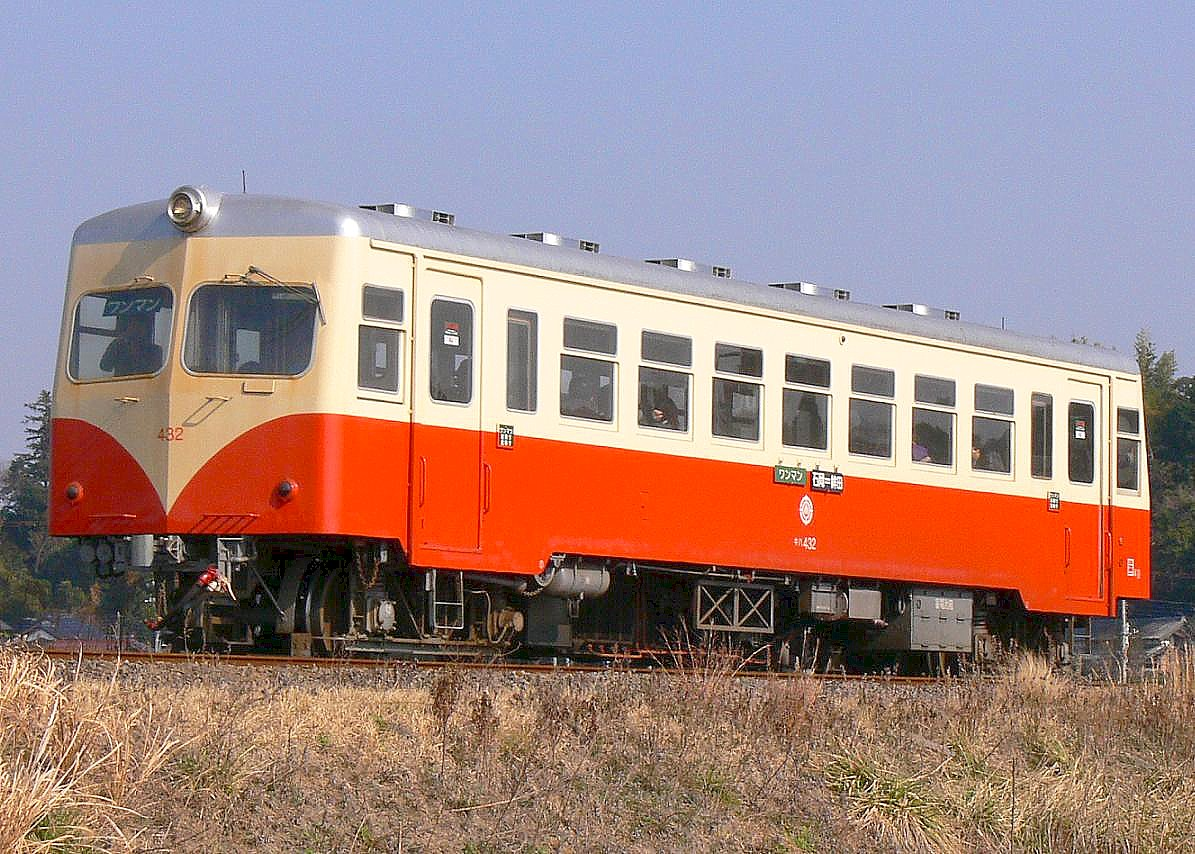
キハ430形432 玉造町駅付近

#### キハ600形
19m級の3扉車で、当線では最大の旅客収容力を持っていた。出自は国鉄から譲受した元キハ07形で、1965年 - 1966年に関東鉄道に譲受された。1936年川崎車輌製の601と1937年鉄道省大宮工場製の602の2両が在籍していた。
流線型であった前面形状を1972年に関東鉄道形の平妻形に改造するなど、内外の大改装を度々繰り返し、1994年には冷房装置も搭載された。車体側面の形態と台車に往年のディテールを残す。
601は2006年時点で車齢約70年に達しており、一般旅客営業に運用される車両としては日本最古かつ戦前製唯一の現役気動車であった。廃止後601は、鉾田駅跡を鉄道公園にすることを目指した市民グループが駅構内に保管していたが、2007年に鉾田市議会で公園整備の陳情が却下された後、有志個人が鹿島鉄道から買い取り、鉾田駅の保存用地も同個人らが借り受けて保管していた。2009年に鉾田市が保存用地を提供することとなり、601も鉾田市に寄付され所有権が移転、移送の上で保存されるに至った。
602は一部の個人が保存を目指していたが条件が整わず2007年5月28日に石岡駅構内で解体された。
譲渡及び改番履歴を以下に示す。
- 国鉄キハ42032 >国鉄キハ07 29 > 鹿島参宮鉄道キハ42503 > 関東鉄道キハ42503 > 関東鉄道キハ601 > 鹿島鉄道キハ601
- 国鉄キハ42036 >国鉄キハ07 32 > 関東鉄道キハ42504 > 関東鉄道キハ602 > 鹿島鉄道キハ602

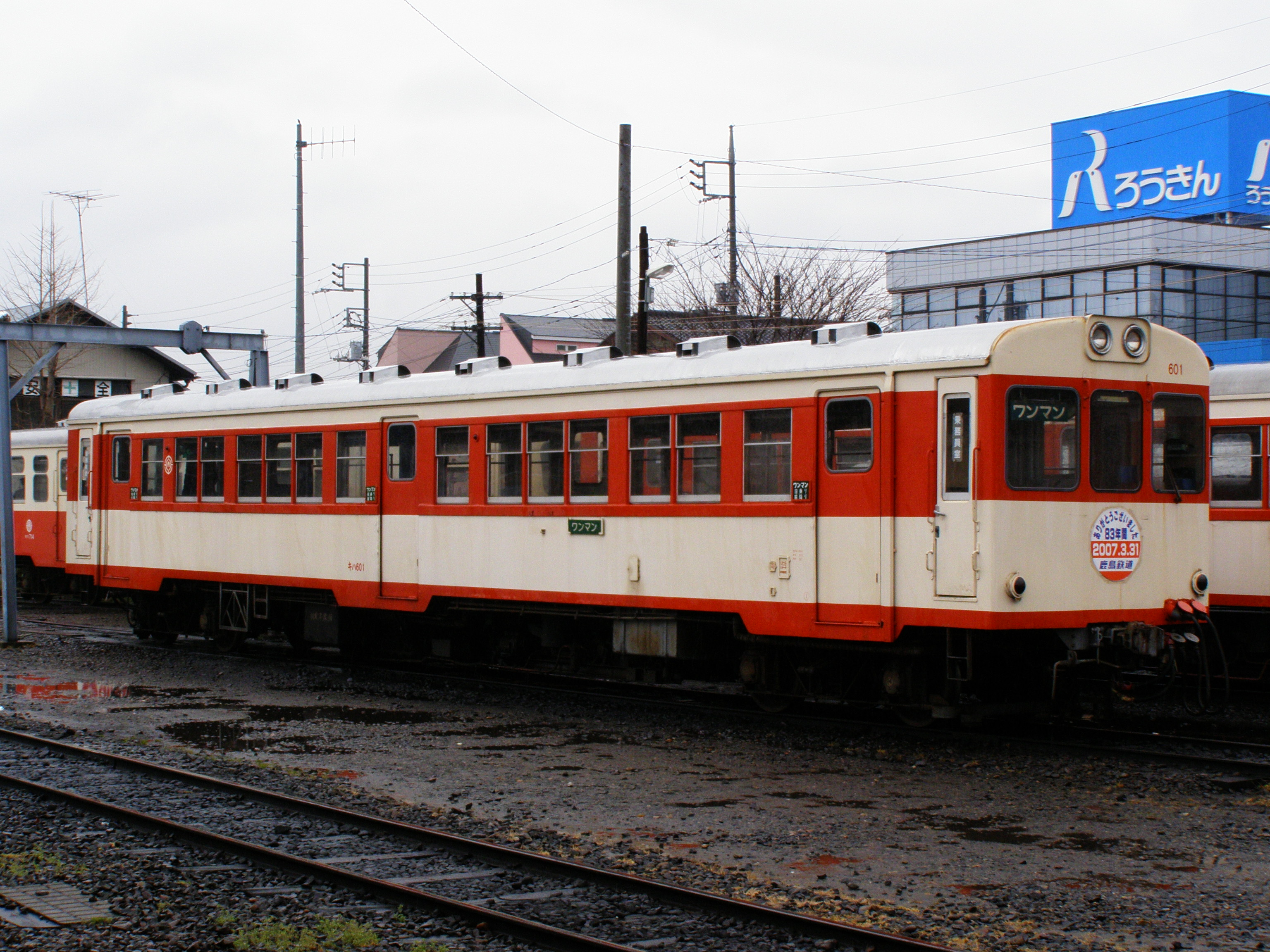
キハ600形601号 石岡機関区
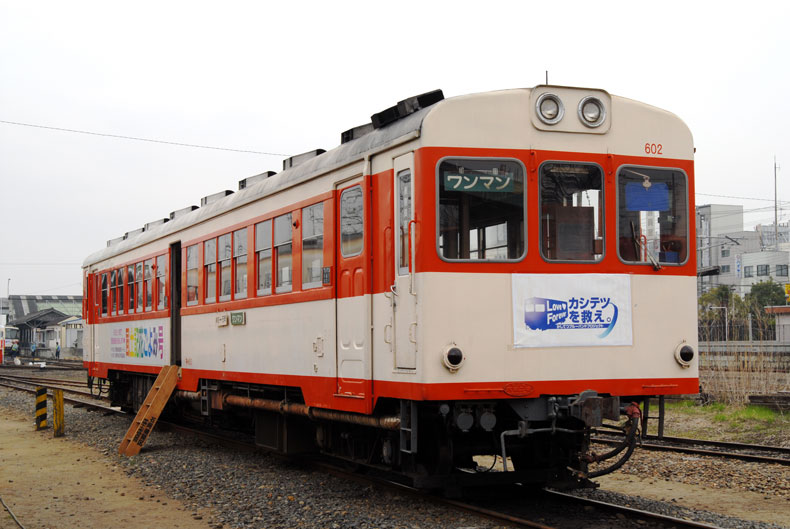
キハ600形602号 石岡機関区（2006年）
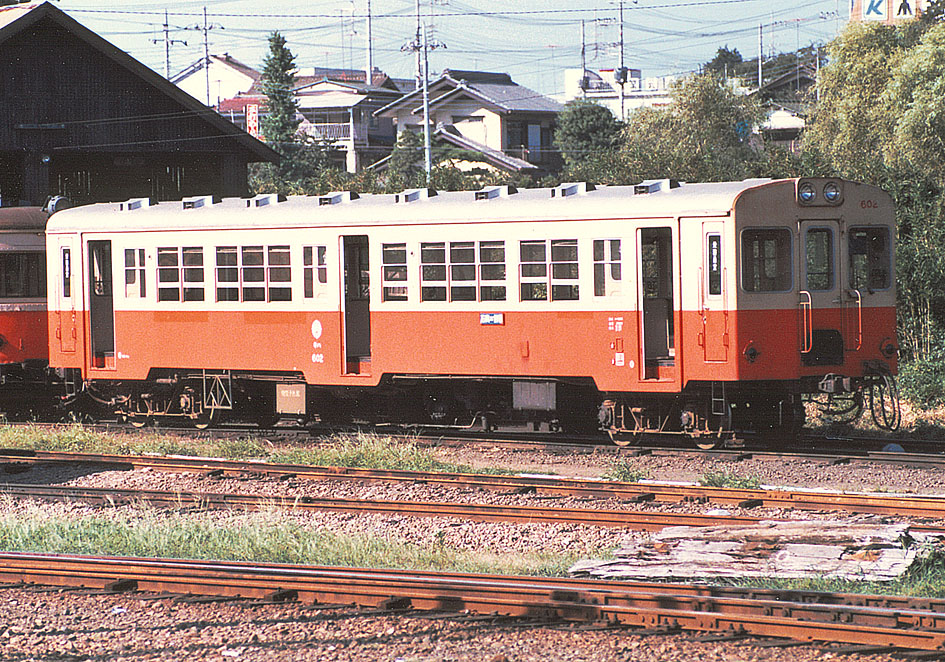
キハ600形602号（1985年）

#### DD902形
1968年日本車輌製。関東鉄道が発注した国鉄DD13形ディーゼル機関車の同型車。関東鉄道が4路線で構成されていた1965年6月1日 - 1979年3月31日における、事実上でも名義上でも唯一の新造車である。DD13形類型機であるが、台車が軸バネ式のNL8Bという独自のものを履き、運転台下の燃料タンク・空気溜などに相違点が見られる。
塗色は濃い茶色に白帯であったが、2005年11月に朱色に変更され、同年の鉄道の日イベントでは目玉車両となった。側面の社章は関東鉄道時代のままであった。2007年、廃線を待たずに日本製鋼室蘭製作所に売却された。

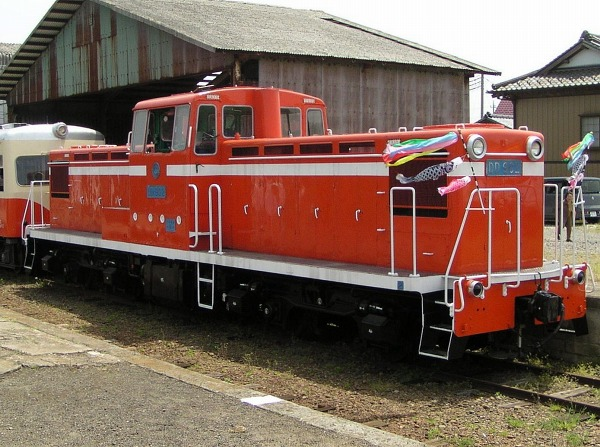
DD902 玉造町駅（2006年）
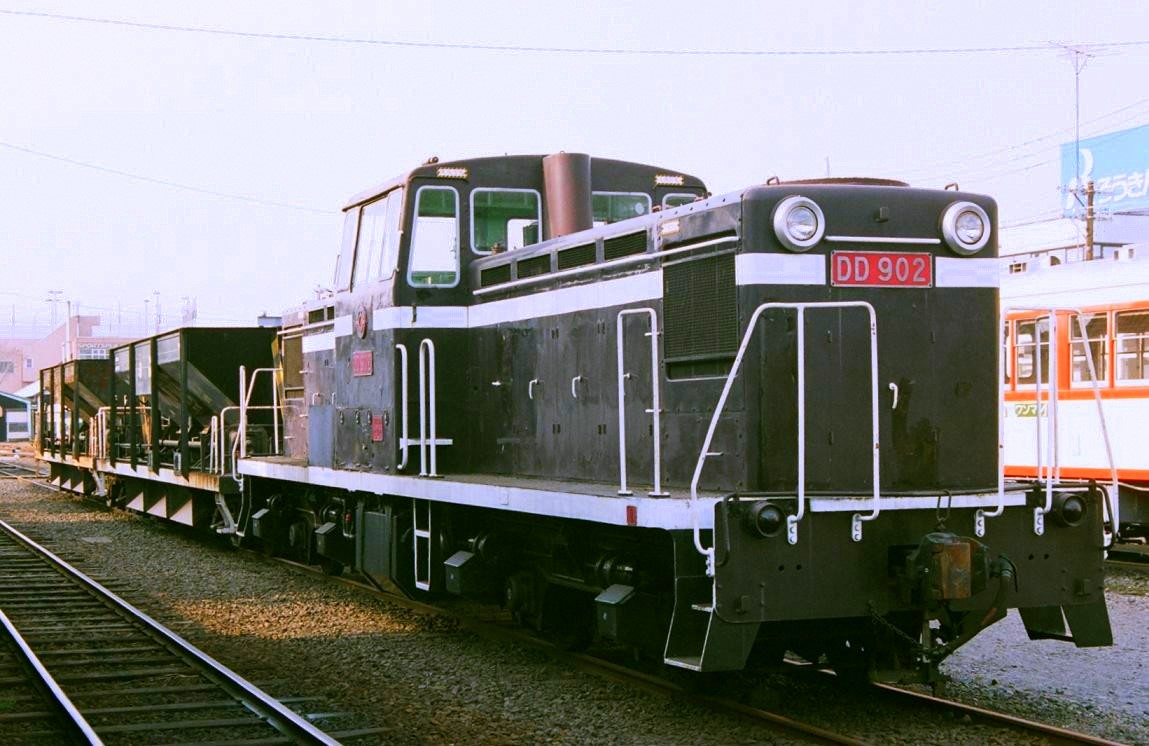
DD902の旧塗装　石岡機関区（2002年）
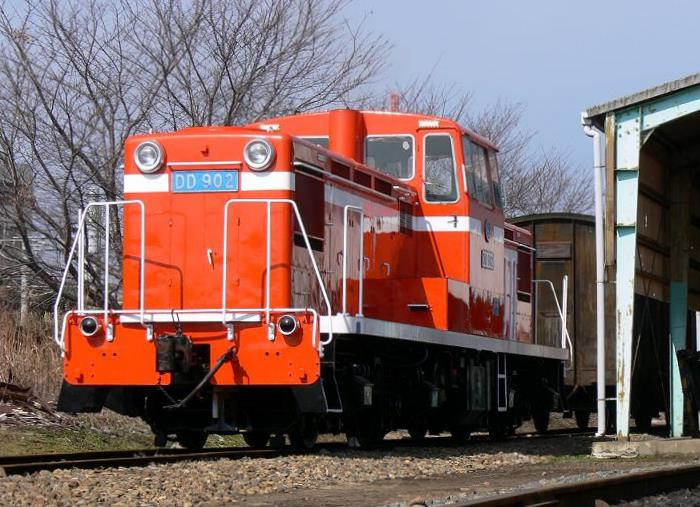
DD902　石岡機関区（2007年）

### 路線廃止以前に廃車された車両
- キハ710形（711・712・713）：1958年新潟鐵工所製の元三井芦別鉄道キハ100形（101・102・103）。1992年までに廃車。
- キハ715形 (715) ：1956年新潟鐵工所製の元夕張鉄道キハ254形 (254)。1993年廃車。
- キハ83形 (83) ：元北九州鉄道の流線型ディーゼルカージハ50。1935年汽車製造製。北九州鉄道が国鉄に買収され、キハ40652となり、ガソリンエンジン化によりキハ40330となった。1951年常総筑波鉄道に払い下げられてキハ83となった。妻面2枚窓に改造された。当初は常総線に配属されたが、後に鉾田線に転属した[14]。
- キハ200形 (201) ：1936年日本車輌製。いわゆる「びわこ型」の前面を持つ小型車。前照灯は鹿島参宮特有の小型の物。
- キハ40400形 (40401) ：元芸備鉄道キハユ16。1934年に日本車輌でキハユ16として新製され、芸備鉄道が国鉄に買収されるとキハユ40900となった。鹿島参宮鉄道に転入後、ホハフ401となった後、キハ40401となった。これも前照灯は小型であった。また、偏心台車を使っている。
- キハ410形（411・412）：元国鉄キハ04。キハ410形への改造時に液体式化、総括制御化、片運転台化された。正面2枚窓になっていた。廃車後は2両とも経営者の同じ別々の保育園に引き取られ保存されたが、2004年秋頃に2両とも解体された。
  - 国鉄キハ04 10→常総筑波鉄道キハ41005→関東鉄道キハ411
  - 国鉄キハ04 24→常総筑波鉄道キハ41006→関東鉄道キハ412
- キハ41300形（41301・41303）：元国鉄キハ04。
  - 国鉄キハ04 7→鹿島参宮鉄道キハ41301
  - 国鉄キハ04 18→鹿島参宮鉄道キハ41303
- キハ42200形・650形（42201→651・42202）：元東横電鉄キハ2・8。東横電鉄では変電所の能力限界を補うべく、急行をガソリンカーで運行することを画策し、東横電鉄キハ1形1 - 8号の8両を1936年に川崎車両で新製した。しかし直後の石油統制で活躍の場を失い、キハ2・8はすぐに五日市鉄道に売却された。その後五日市鉄道は南武鉄道に合併され、南武鉄道キハ2・8となった。そして今度は南武鉄道が戦時買収により国有化され、国鉄キハ2・8となった。戦後鹿島参宮鉄道に譲渡され、キハ42201・42202となった。キハ42201は機械式のまま切妻にされ、キハ651となったが、キハ42202は新製時の流線型を保ったまま1977年まで使用された。
- キハ42500形 (42501 - 42504) ：元国鉄キハ07。42501・42502はキハ610形に改造されて、常総線で運用された。42503・42504はキハ600形に改造されて、鹿島鉄道廃止まで走り続けた。
- オハフ800形 (801 - 803) ：戦災国電を引き取って客車化した物。3両とも全く異なるスタイル。
- DD90形ディーゼル機関車 (901) ：1955年日本車輌製造製の試作形ディーゼル機関車。1988年に廃車となり、長く常陸小川駅にて静態保存されていた。他の場所への移転保存を計画したが、車輪部分がかなり腐食しており移転不可能と判明したため[要出典]、現地にて2007年2月27日に解体された。
- DD45形ディーゼル機関車 (451) : 1959年新三菱重工業製の試作形ディーゼル機関車。同和鉱業片上鉄道線で試用後、1964年3月に鹿島参宮鉄道が購入。DD13形ディーゼル機関車の初期形を短縮したような車体に、4輪をロッドで連結した特異な足回りが特徴。1974年12月に廃車後、西武所沢車両工場を経由して八戸日通へ売却。
- DD13形ディーゼル機関車 (13171・13367) : 元国鉄DD13形ディーゼル機関車。DD902同様の塗色に変更した程度で入線した。百里基地燃料輸送に使用されたが、2002年燃料輸送廃止により用途を失い廃車。その後中華人民共和国承徳市での遊覧鉄道計画で使用する目的で輸出されたが、遊覧鉄道計画が中止となったため、171号機は行方不明にあったが、現在山東省済南市槐蔭区で静態保存、同じく行方不明だった367号機については、2011年になって、雨ざらしで屋外放置されたらしく塗装がぼろぼろになった状態で、中国のネットオークションにかけられた。
  - DD13171・1963年、汽車会社製造→1985年4月、品川機関区で廃車→1986年1月28日竣工。
  - DD13367・1967年、汽車会社製造→1987年10月、水戸機関区で廃車→1988年1月25日竣工。

### 車両数の変遷
| 年        | キハ430形 | キハ710形 | キハ714形 | キハ715形 | キハ410形 | キハ600形 | KR500形 | 計（冷房車） |
| --------- | --------- | --------- | --------- | --------- | --------- | --------- | ------- | ------------ |
| 1982-1985 | 2         | 3         | 1         | 1         | 2         | 2         |         | 11           |
| 1986-1989 | 2         | 3         | 1         | 1         |           | 2         |         | 9            |
| 1990      | 2         | 3         | 1         | 1         |           | 2         | 2       | 11(2)        |
| 1991      | 2         | 3         | 1         | 1         |           | 2         | 2       | 11(2)        |
| 1992      | 2         | 2         | 1         | 1         |           | 2         | 3       | 11(3)        |
| 1993      | 2         |           | 1         |           |           | 2         | 4       | 9(4)         |
| 1994      | 2         |           | 1         |           |           | 2         | 4       | 9(4)         |
| 1995-2006 | 2         |           | 1         |           |           | 2         | 4       | 9(7)         |

- 1982・83年は1月1日現在、84年以降は4月1日現在
- 『私鉄車両編成表』各年版、ジェー・アール・アール

## 保存活動
一部の車両などは有志らの手により保存されている。

### 鹿島鉄道記念館
- KR501
- キハ714
- キハ431
- その他、関連グッズなど

通常時は非公開で、日時を決めて時折公開される施設である。公的なものではなく、存続運動に携わった個人が所有し保存している施設であるため、所在地も公式には非公開とされ、事前集合の形をとっている。2009年4月に初の一般公開が実施された。

### 鉾田駅保存会（鉾田駅跡地）
- KR505
- キハ601

廃止後しばらくの間、KR505は構内短距離を運転していたが、線路の傷みと地権者の意向による借用地の縮小のため、運転は行われなくなった。
その後、借用地の返還を求められたことから、鉾田駅保存会は「鉾田駅跡での保存および交通公園化」という方針を転換して、以前より鉾田駅の交通公園化を陳情していた鉾田市議会に対してこの2両の恒久的保存を求めるに至った。2009年7月21日の鉾田市議会で当該予算が可決され、沿線にある温泉施設「ほっとパーク鉾田」に搬入の上で動態保存を継続することとなった。その後、2009年11月1日には2両とも鉾田市の所有となり、同年12月24日に移送が行われた。なお、移転後も鉾田駅保存会ではこの2両の整備・修復作業を引き続き行っていく方針である。

## その他
- 鹿島鉄道では2003年10月から2007年3月まで気動車の「鉄道車両運転体験会」を石岡駅構内にて毎月実施していた。単発での前例はあったが、鉄道事業者により毎月定期的に行うというのは全国初であった[17]。
- 2006年11月11日に鉄道の日イベントが開催され、金太郎（キハ431+432）・キハ600形が2両編成で運転された。また、鉾田駅では鉄道グッズ販売が行われ、「あさざ号」や「あけっぱなし号」「DD13ラストラン」などのヘッドマークも3万円前後で販売された。
- 2007年1月16日放送のテレビ東京『ガイアの夜明け』で市民団体による鹿島鉄道の存続活動が取り上げられた。
- 石岡 - 常陸小川間の線路跡を用いてバス専用道路を設け、バス高速輸送システム導入について検討されていることが2007年12月15日付茨城新聞朝刊で報じられた。この線路跡は「かしてつバス専用道」として整備され、2010年8月30日からかしてつバスと茨城空港連絡バスが運行を開始した。
- 1985年に「第10回百里基地航空祭」を記念して、雑誌『鉄道ファン』よりも大きな記念乗車券が発売された。
- 鹿島鉄道線の廃線がほぼ確定的になった2006年には、NHK『ゆうどきネットワーク』やテレビ朝日系『にっぽん菜発見 そうだ、自然に帰ろう』、フジテレビ系『もしもツアーズ』などで鹿島鉄道が紹介された。ゆうどき―では、ゲスト出演したマイク眞木が、「一度乗ってみたい。」と発言。その後、玉造町駅広場での鹿島鉄道存続運動関連のイベントに参加した。もしツアでは、レギュラーメンバーと山口もえが、石岡駅から乗車した。そして石岡駅にてウド鈴木が運転体験を行った。

## 鹿島鉄道で撮影された作品一覧

### テレビ番組
1982年 土曜ワイド劇場『戻り川心中』
「千代ヶ浦駅」の撮影が常陸小川駅で行われた。
1994年 『人間・失格〜たとえばぼくが死んだら』
最終回で教師の新見（加勢大周）がホームから突き飛ばされて列車に轢かれるシーンを撮影。
1996年4月12日 - 6月28日 『若葉のころ』 （TBS系；KinKi Kids出演）
“嘉野駅”として石岡駅が登場した。人通りの多い石岡南台駅としても撮影された。また、撮影のために4両編成の列車が運行された。
2005年 『仮面ライダー響鬼』第7話
ヒビキが篭る山へ向かうために、安達明日夢（栩原楽人）が鹿島鉄道に乗り込む。巴川駅で降りようとするも、寝過ごして常陸小川駅で降りる。
2005年 『はるか17』
栃木県のローカル線という設定で登場。玉造町駅が「栃木野駅」になったが、駅前にあったコイと玉のオブジェはそのまま写っている。
2005年 『涙そうそう』
2007年 『奇跡体験!アンビリバボー』「知られざる英雄 時速110kmの怪物に挑む」
2001年にアメリカオハイオ州で起きた「CSX8888号暴走事故」の再現映像の撮影が、暴走する貨物列車を牽引する機関車とそれを停止させる機関車として鹿島鉄道DD902形機関車・スム1000形貨車・関東鉄道DD502形機関車を使用して鹿島鉄道石岡駅および関東鉄道水海道車両基地で行われた。
このとき、車体には実際にアクシデントを起こした「CSX」社のステッカーとナンバープレートが貼られていた。
2009年 『コード・ブルー -ドクターヘリ緊急救命-』「新春スペシャル」
架空の鉄道会社、新千葉鉄道・西浦安発千葉山行き普通電車の脱線転覆事故現場シーンで旧鉾田駅周辺が使われた。車両のセットを長期に設営ができ、複線の軌道が存在し、ヘリコプターが着陸可能な場所として廃止後の当場所が選択された。

### 映画
1988年 『1999年の夏休み』
舞台となった寄宿制学校の最寄り駅として坂戸駅が使われ、714が登場した。
1993年 『教祖誕生』
主に玉造町駅、常陸小川駅周辺で撮影。駅構内のほか、車内の様子や駅周辺の街並みも登場している。
2005年 『疾走』
2005年 『鉄道物語2』（DVD作品）
オープニング映像にキハ431の出庫シーンがある。また特典映像に運転体験の映像がある。
2007年 『あなたを忘れない』
エンドクレジットの「撮影協力」に鹿島鉄道がある。
2007年 『そのときは彼によろしく』
主人公の少年時代と現在、いずれも友達と別れて列車に乗り込むシーンで2度登場。廃線直前の2007年2月に玉造町駅で撮影された。「笠倉」「水浦」「しずくのさと」等の駅名が登場する。廃線前の鹿島鉄道で最後にロケが行われた映像作品である。
2007年 『自虐の詩』
気仙沼から仙台へ行く鉄道として登場。桃浦駅およびその前後で撮影された。
2008年 『まぼろしの邪馬台国』
廃線後の2007年度に旧八木蒔駅でロケが行われた。

### プロモーションビデオ
w-inds.『ageha』
柴田淳『花吹雪』
全編に渡って、玉造町駅で撮影された。
ランクヘッド『夏の匂い』
aiko『彼女』
回想シーンの中でDD901が登場している。

## テレビ番組
- 日経スペシャル ガイアの夜明け 住民の足を守れ～消えゆくローカル線 再生への闘い～（2007年1月16日、テレビ東京）[19] - 鹿島鉄道存続の危機を取材。